# Prix Alghero Donna
Le prix Alghero Donna, ou prix national Alghero Donna de littérature et de journalisme (en italien : Premio Nazionale Alghero Donna di Letteratura e Giornalismo), est un prix littéraire italien créé en 1995 à Alghero, comme reconnaissance aux femmes qui travaillent dans le monde de la littérature ou du journalisme.

## Description
Le prix est institué en 1995 par Neria De Giovanni (it), présidente de l’Associazione Internazionale dei Critici Letterari et de l’association Salpare.
Les récipiendaires reçoivent un bijou artistique réalisé avec du corail d’Alghero et une plaque institutionnelle.

## Éditions
| Date              | Lieu                                                          | Narration                                  | Poésie                      | Journalisme                                                                                     | Prix spécial du jury                                          | Autres prix                                                 |
| ----------------- | ------------------------------------------------------------- | ------------------------------------------ | --------------------------- | ----------------------------------------------------------------------------------------------- | ------------------------------------------------------------- | ----------------------------------------------------------- |
| 25 mars 1995      | Alghero (théâtre municipal)                                   | Lina Unali                                 | Adele Loriga (it)           | Carmen Lasorella (it)                                                                           | -                                                             | -                                                           |
| 7 juin 1996       | Alghero (théâtre municipal)                                   | Carla Cerati                               | Vivian Lamarque (it)        | Neliana Tersigni (it)                                                                           | -                                                             | -                                                           |
| 31 mai 1997       | Alghero (théâtre municipal)                                   | Cristina Comencini                         | Laura Lilli (it)            | Lilli Gruber                                                                                    | -                                                             | -                                                           |
| 6 juin 1998       | Alghero (théâtre municipal)                                   | Elda Mazzocchi Scarzella (it)              | Marina Corona (it)          | Cristina Parodi                                                                                 | -                                                             | -                                                           |
| 5 juin 1999       | Alghero (théâtre municipal)                                   | Anna Maria Mori (it) et Nelida Milani (it) | Cristina di Lagopesole (it) | Antonella Clerici                                                                               | Maria Pacini Fazzi                                            | -                                                           |
| 3 juin 2000       | Alghero (théâtre municipal)                                   | Marina Piazza (it)                         | Maria Pia Quintavalla (it)  | Daria Bignardi (it)                                                                             | Nicole Fontaine                                               | -                                                           |
| 2 juin 2001       | Alghero (théâtre municipal)                                   | Iva Zanicchi                               | Giovanna Vizzari (it)       | Danila Bonito (it)                                                                              | Renata Pisu (it)                                              | -                                                           |
| 29 juin 2002      | Alghero (théâtre municipal)                                   | Laura Pariani (it)                         | Giusi Quarenghi (it)        | Licia Colò                                                                                      | Laura Lepetit                                                 | -                                                           |
| 28 juin 2003      | Alghero (théâtre municipal)                                   | Barbara Alberti                            | Daniela Matronola           | Donatella Bianchi (it)                                                                          | Aung San Suu Kyi                                              | -                                                           |
| 19 juin 2004      | Alghero (cinéma Miramare)                                     | Maria Rosa Cutrufelli (it)                 | Nada Malanima               | Cesara Buonamici (it)                                                                           | Grażyna Miller                                                | Prix L'Unione Sarda de la première œuvre : Serena Schiffini |
| 26 juin 2005      | Alghero (amphitéâtre du fort de la Madeleine)                 | Romana Petri (it)                          | Anna Buoninsegni (it)       | Maria Latella (it)                                                                              | Paola Pitagora                                                | -                                                           |
| 24 juin 2006      | Alghero (amphitéâtre du fort de la Madeleine)                 | Grazia Livi (it)                           | Fiorella Ferruzzi           | Irene Pivetti                                                                                   | Angela Guiso                                                  | -                                                           |
| 2007              | Pas d’édition                                                 | Pas d’édition                              | Pas d’édition               | Pas d’édition                                                                                   | Pas d’édition                                                 | Pas d’édition                                               |
| 2008              | Pas d’édition                                                 | Pas d’édition                              | Pas d’édition               | Pas d’édition                                                                                   | Pas d’édition                                                 | Pas d’édition                                               |
| 2009              | Pas d’édition                                                 | Pas d’édition                              | Pas d’édition               | Pas d’édition                                                                                   | Pas d’édition                                                 | Pas d’édition                                               |
| 8 mai 2010        | Alghero (théâtre municipal)                                   | Lia Levi (it)                              | Gabriella Sica              | Paola Saluzzi (it)                                                                              | Maria Gloria Giani (it), Anna Maria Geli et Giovanna Andreola | -                                                           |
| 24 septembre 2011 | Rome (place San Giovanni in Laterano)                         | Sandra Petrignani                          | Anna Manna                  | Bianca Berlinguer (it)                                                                          | -                                                             | Prix La porta magica : Giorgia Urru                         |
| 12 décembre 2012  | Rome (palais Chigi)                                           | Grazia Francescato                         | Antonella Anedda            | Anna La Rosa (it)                                                                               | Rosella Sensi                                                 | Prix alla memoria : Maria Chessa Lai (it)                   |
| 2013              | Pas d’édition                                                 | Pas d’édition                              | Pas d’édition               | Pas d’édition                                                                                   | Pas d’édition                                                 | Pas d’édition                                               |
| 2014              | Pas d’édition                                                 | Pas d’édition                              | Pas d’édition               | Pas d’édition                                                                                   | Pas d’édition                                                 | Pas d’édition                                               |
| 4 décembre 2015   | Rome (foire nationale du livre « Più libri più liberi (it) ») | Patrizia Rinaldi (it)                      | -                           | Cinzia Tani (it)                                                                                | -                                                             | Prix international : Blanca Busquets (en)                   |
| 8 décembre 2016   | Rome (foire nationale du livre « Più libri più liberi »)      | Concita De Gregorio                        | -                           | Magazine en ligne La Donna Sarda                                                                | Barbara De Rossi                                              | Prix international : Carla Gracia Mercade                   |
| 2017              | Pas d’édition                                                 | Pas d’édition                              | Pas d’édition               | Pas d’édition                                                                                   | Pas d’édition                                                 | Pas d’édition                                               |
| 27 janvier 2019   | Alghero (théâtre municipal)                                   | Vanessa Roggeri                            | Marella Giovannelli         | « GI.U.LI.A. » : GIornaliste Unite LIbere Autonome (« journalistes unies libres et autonomes ») | -                                                             | -                                                           |

### Note
- (it) Cet article est partiellement ou en totalité issu de l’article de Wikipédia en italien intitulé « Premio Alghero Donna » (voir la liste des auteurs).